# 王跃飞 (政治人物)
王跃飞（1959年7月—），男，河南嵩县人，中华人民共和国政治人物，中国共产党党员。武汉工学院（现并入武汉理工大学）机械制造工程系机械制造工艺及设备专业毕业，清华大学研究生院经济管理学院管理工程专业研究生学历，工程师。

## 生平
历任广西壮族自治区机械工业厅副处长、处长、副厅长，柳州市委常委、副市长，自治区人民政府副秘书长、办公厅副主任，桂林市委副书记、市长，自治区人民政府秘书长、办公厅主任等职。2013年1月当选广西壮族自治区第十二届人大常委会副主任。2013年8月任广西总工会主席。2018年2月24日，当选为第十三届全国人大代表。